# Paleocensko–eocenski toplotni maksimum
Najekstremnija promjena na Zemljinoj površini tijekom Kenozoika dogodila nakon prijelaza Paleocena u Eocen, tj. prije negdje otprilike 55.0 millijuna godina. Ovaj događaj se naziva Paleocensko-eocenski toplotni maksimum (skraćenica PETM), a poznat je i pod nazivom Eocenski toplotni vrhunac (ETM1) te se tijekom tog razdoblja odigrao neobično brz i velik skok globalnog zatopljenja, velike promjene u ekosustavu i veliko narušavanje reda ugljikovog ciklusa. 
Globalna temperatura tada je porasla za čak 6 °C u vremenskoj rasponu od samo 20,000 godina. To je otprilike 0.0003 °C godišnje. Mnoge bentoske foraminifere i kopneni sisavci su izumrli, ali su se pojavili i mnogi moderni sisavci, kao što su krave, konji i primati. Neke vrste, kao što su bube, pauci i skakavci, su se smanjili tijekom tog toplotnog porasta. Oceani su u tom razdoblju postali kiseliji za 0,4 stupnja na 14-stupanjskoj pH ljestvici te time postali nepogodniji za razne morske vrste. Ovaj događaj se povezuje sa svjetskim nalazištima ugljikovog stabilnog izotopa δ13C te rastapanjem karbonata smještenog u svim oceanskim uvalama. Kasnija promatranja navode na zaključak da se dogodilo masovno ispuštanje ugljika osiromašenog od ugljika 13 u hidrosferu ili atmosferu na početku PETM-a. Nedavno, znanstvenici su počeli istraživati utjecaj ugljikovog-dioksida na Zemljinu temperaturu. 
Prema nekim procjenama, neobično snažna vulkanska aktivnost je tada izbacila višak magme u sedimente bogate ugljikom, te tako pruzročila izbacivanje metana u atmosferu, koji su pak prouzročili globalno zatopljenje. Druga mišljenja navode kako se mali komet ili asteroid sudario sa Zemljom i prouzročio porast ugljika te time i toplotno razdoblje koje je trajalo 100,000 do 150,000 godina. Nekoliko milijuna godina kasnije, temperatura se opet stabilizirala i smanjila, te dovela do razdoblja koje se zove "Eocenski optimum".

## Vanjske poveznice
- Nova nalazišta otkrivaju polagani oporavak od ekstremne epizode globalnog zatopljenja prije 55 milijuna godina, PhysOrg.com, 2005.
- Dan kada je more stalo, Tom Yulsman, Washington Post, 1998.
- Veliko otkriće globalnog zatopljenja,  Peter C. Lippert, 2008.
- Veliko zatopljenje u Eocenu daje uvid u globalno zatopljenje  Arhivirana inačica izvorne stranice od 5. ožujka 2012. (Wayback Machine) Thomas, Ellen, 2006.